# Church Hill (Tennessee)
Church Hill è una città degli Stati Uniti d'America, situata nello Stato del Tennessee, nella Contea di Hawkins.